# Trollbäcken
Trollbäcken är ett område i Tyresö kommun, Stockholms län. Bebyggelsen ingår i sin helhet i tätorten Stockholm.

## Historik
Trollbäcken ligger i västra delen av Tyresö kommun vid länsväg 260. Ett tidigare namn på Trollbäcken var Kumla (se Kumla herrgård). Namnbytet skedde 1947, för att undgå förväxling med Kumla i Närke. Kumla gård, sedermera Kumla herrgård, är stamfastighet för stora delar av västra Tyresö. Från Kumla avstyckades områdena Hanviken, Persudde, Fornudden, Sofieberg, Näset och Skälsätra. Kumlas huvudbyggnad från 1700-talet och Kumla allé med sin bevarade trädplantering påminner fortfarande om den tidigare omfattande egendomen.
I områdets centrum vid Alléplan finns flerfamiljshus och servicebutiker. I övrigt utgörs bebyggelsen mest av småhus. Cirka etthundra fritidshus finns i området. I Trollbäcken finns skolor och förskolor. Planområdet Trollbäcken hade 11 513 invånare 2000. År 2005 hade befolkningen ökat till 11 795 och 2016 var antalet invånare uppe i 12 910. 

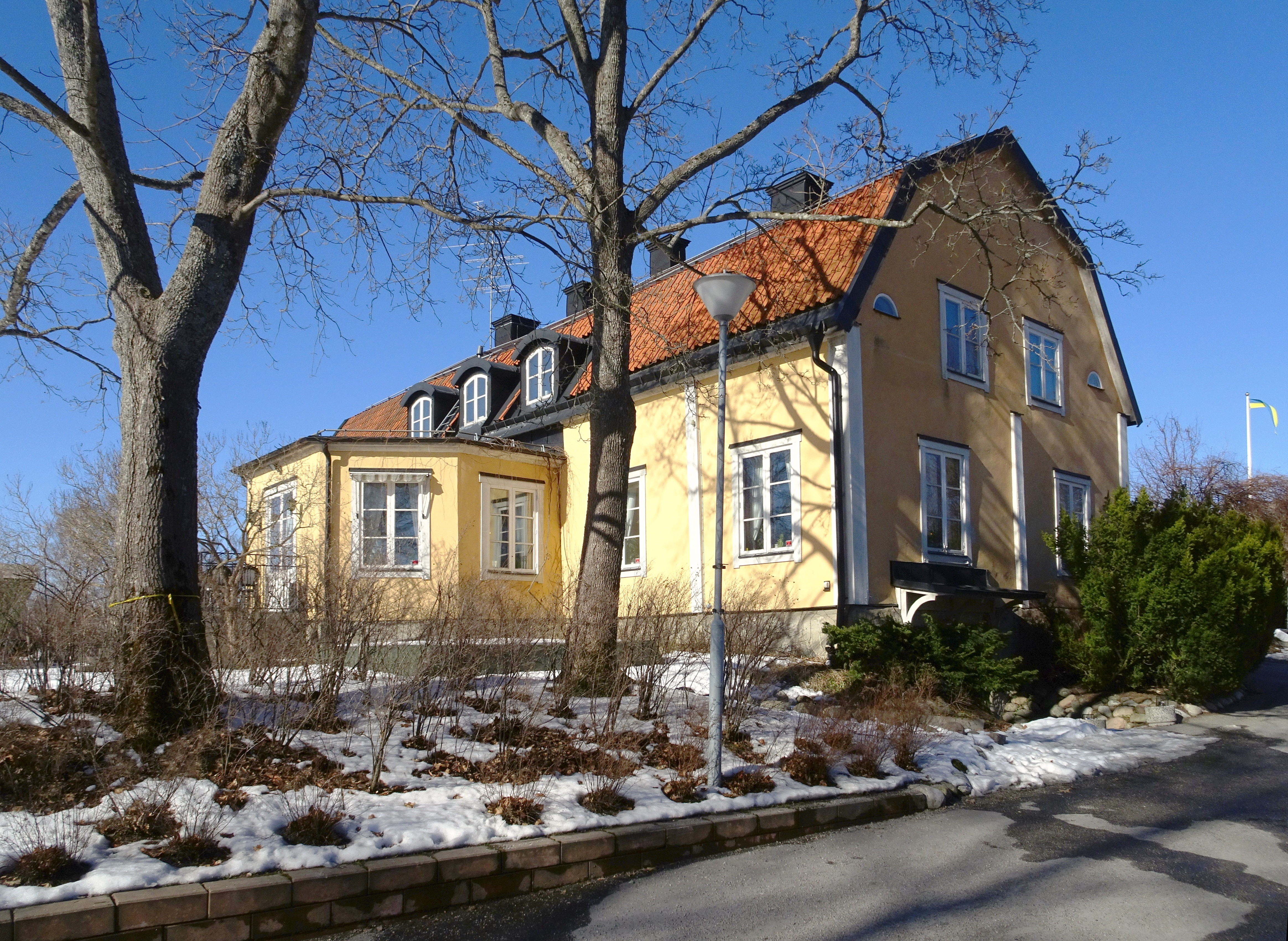
Kumla herrgård
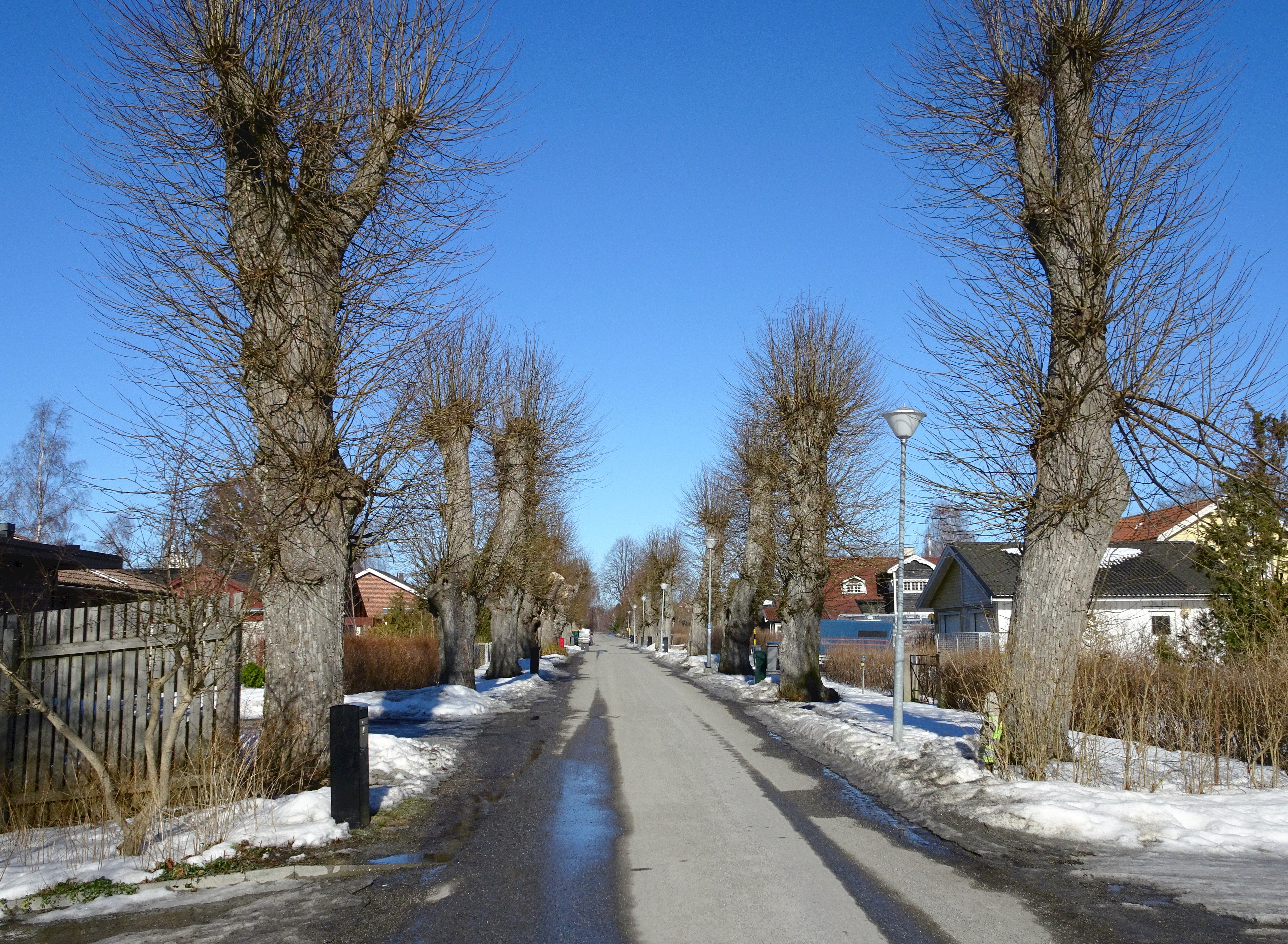
Kumla Allé norrut
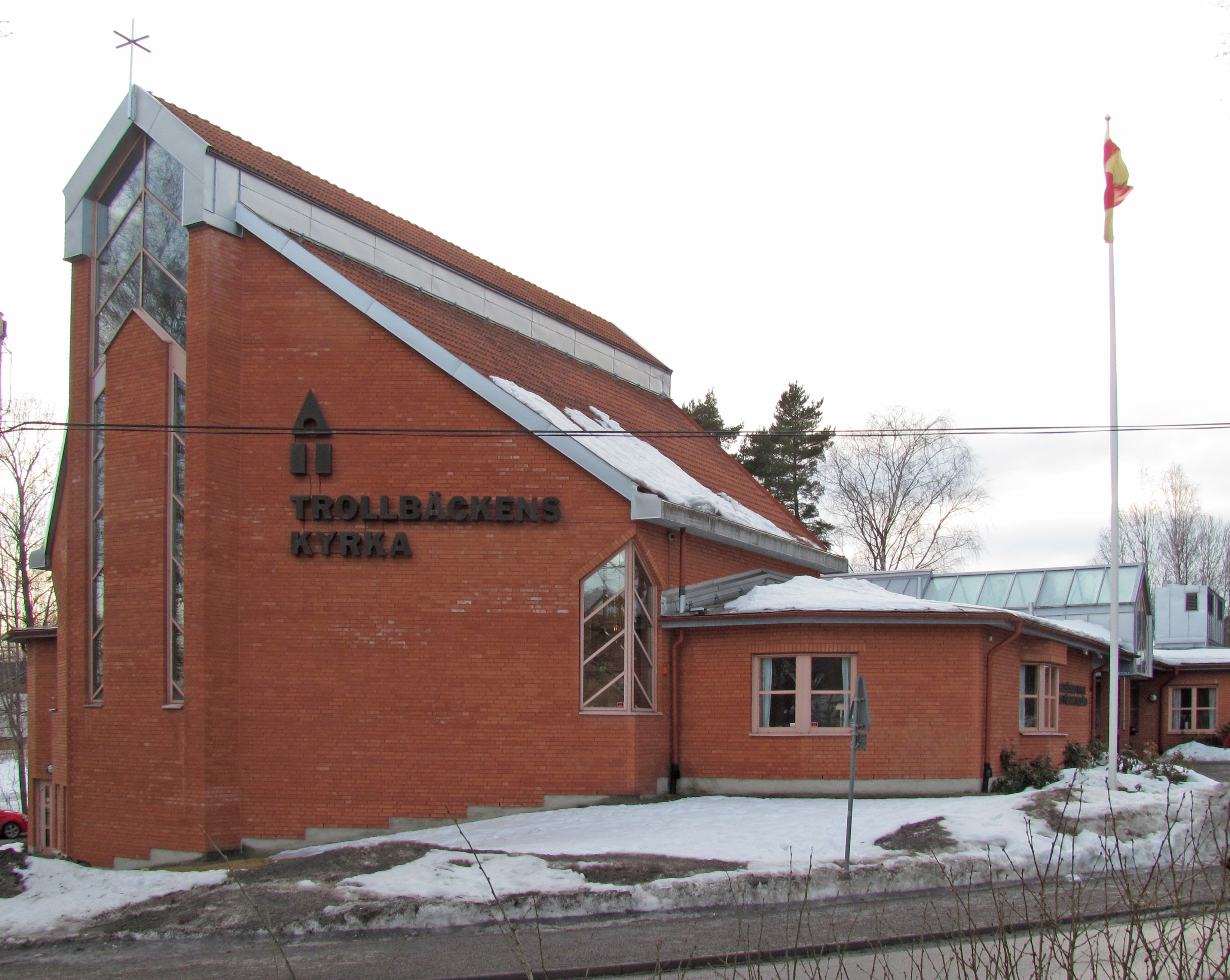
Trollbäckens kyrka